# ФК Персеполис
Фудбалски клуб Персеполис (перс. باشگاه فوتبال پرسپولیس) ирански је професионални фудбалски клуб из Техерана. Основао га је Али Абдо 1963. године. Клуб је најтрофејнији у Ирану и има највише титула Про лиге Персијског залива у којој се такмичи. Домаће утакмице игра на стадиону Азади капацитета 78.116 места.